# Nelly Roussel

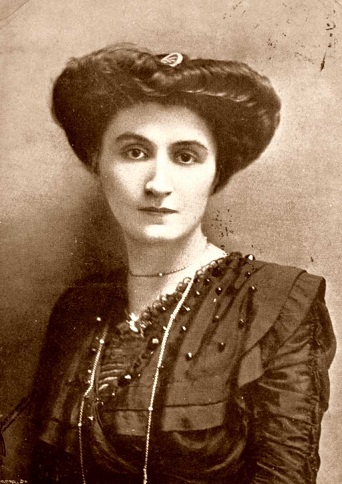
Nelly Roussel

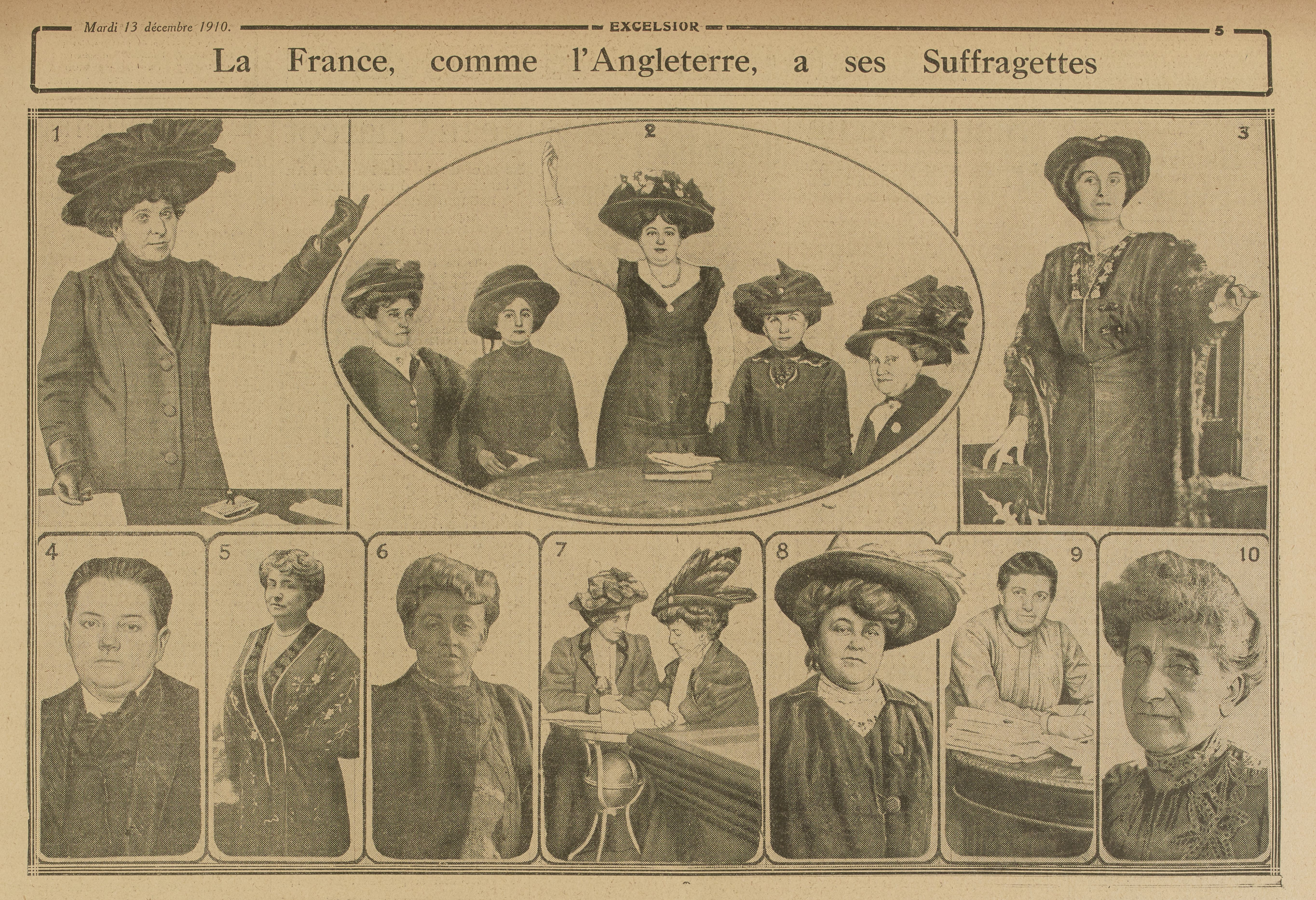
Excelsior, Suffragetten (Nr. 3 Nelly Roussel)

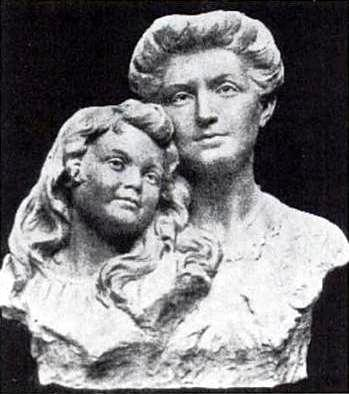
Henri Godet, Nelly Roussel und ihre Tochter Mireille (1904)

Nelly Roussel (* 5. Januar 1878 in Paris; † 18. Dezember 1922 in Rueil-Malmaison) war eine französische Freidenkerin, Freimaurerin, Feministin, Antinatalistin, Neomalthusianerin und libertäre Schriftstellerin.
1902 war sie eine der ersten Frauen, die sich für Empfängnisverhütung aussprach. Gemeinsam mit Madeleine Pelletier betonte sie die Bedeutung der sexuellen Aufklärung von Mädchen.

## Leben
Nelly Roussel wuchs in Paris in einer gutbürgerlichen, katholischen Familie auf. Mit 20 Jahren heiratete sie den 15 Jahre älteren Bildhauer und Freidenker Henri Godet, mit dem sie drei Kinder hatte. In der Grande Loge symbolique écossaise Gustave Mesureurs wurde sie in die Freimaurerei eingeführt. Sie stand dem Gründerkern des internationalen gemischten Freimaurerordens Le Droit Humain nahe und war der Loge Nr. 43 angeschlossen.
Nelly Roussel war eine militante Antinatalistin und wie Madeleine Pelletier eine der ersten Frauen in Europa, die öffentlich das Recht der Frauen auf Selbstbestimmung über ihren Körper forderte und für eine Politik der Geburtenkontrolle eintrat. Als Neo-Malthusianerin setzte sie sich für das Recht auf Empfängnisverhütung und Abtreibung ein; nach Ansicht der Historikerin Christelle Taraud eine „extrem revolutionäre und selbst innerhalb der Frauenbewegung minoritäre Position“. Sie rebellierte, nutzte ihre Redekunst und rief zum „Streik der Bäuche“ auf.
Gemeinsam mit Madeleine Pelletier betonte sie die Bedeutung der Sexualerziehung für Mädchen. Für sie stand ein Ziel im Vordergrund: Mutterschaft und Sexualität zu entkoppeln. Es ging ihr nicht darum, die freie Liebe zu fördern, wie ihre Gegner (auch die Feministinnen) glauben machen wollten, sondern um das Recht der Frau ohne ungewollte und oft schmerzhafte Mutterschaft ihre Sexualität zu genießen und auszuleben. Die Frau sollte die Möglichkeit haben, sich für die Mutterschaft zu entscheiden.
Roussel kämpfte für eine Veränderung des traditionellen Frauenbildes. Ihr Handeln, Leben und Denken richtet sich gegen dieses Modell und entwickelte stattdessen das Modell der „neuen Frau“, das in den USA sehr präsent war. Eine sportliche, aktive Frau, die in einen Beruf investiert, der sie aufwertet. Sie stellte dem „ewig Weiblichen“ das gegenüber, was sie „ewig Geopferte“ nannte (so der Titel eines ihrer Bücher). Die Frau, schrieb sie, „wird in der Tat nicht nur von Gott und der Natur geopfert, sondern auch von der republikanischen Gesellschaft selbst“. Sie stellte die Ehe ohne Liebe als Prostitution dar, kämpfte für die Abschaffung der Bestimmungen des Code civil, die die verheiratete Frau vor dem Gesetz und der Gesellschaft zu einer Unmündigen machen würden und für die Erlangung des Wahlrechts.

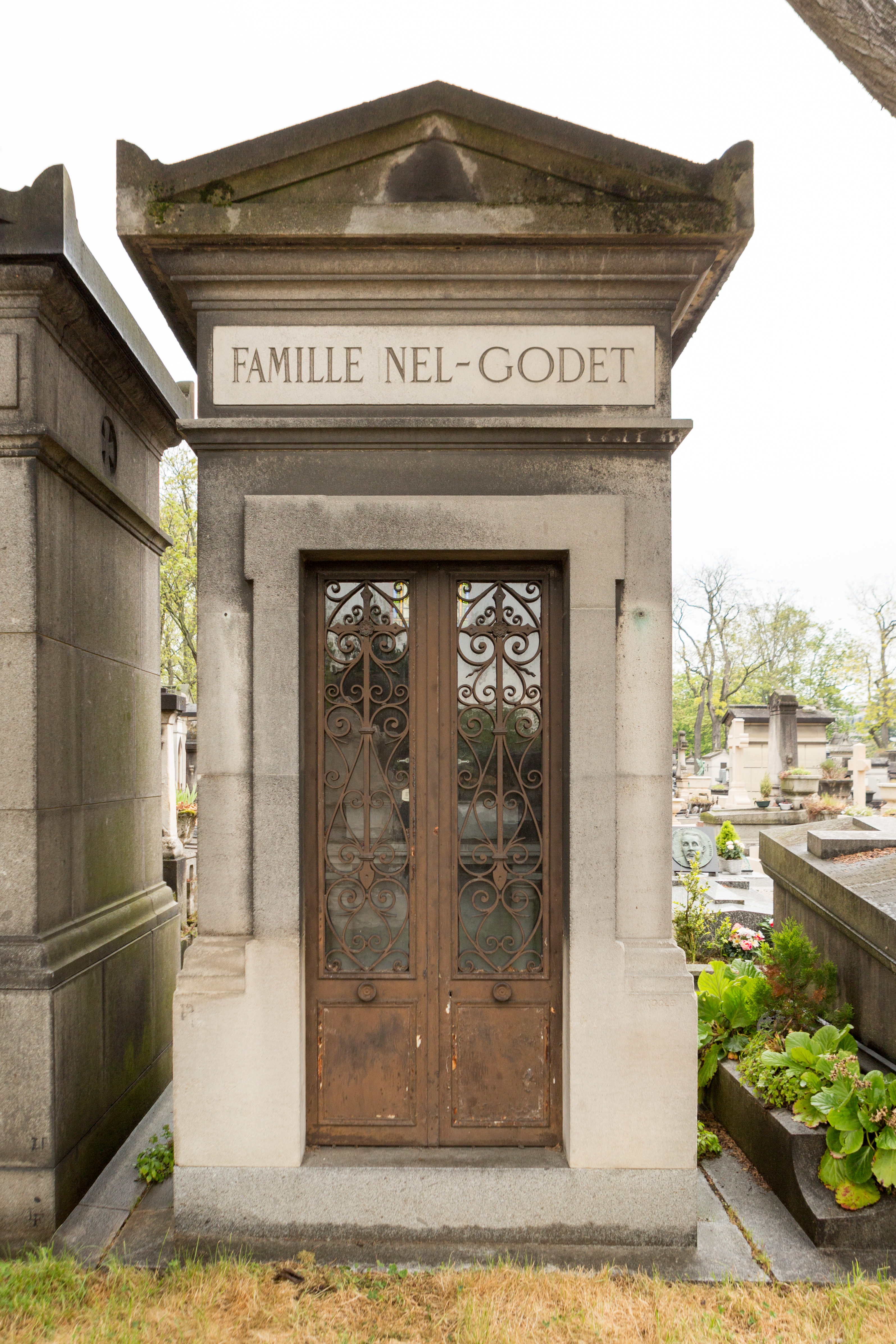
Grab der Familie

Sie starb am 18. Dezember 1922 an Tuberkulose und wurde auf dem Friedhof Père-Lachaise (93. Abteilung) beigesetzt.

## Archiv
Das Archiv von Nelly Roussel befindet sich in der Bibliothèque Marguerite-Durand, 79 rue Nationale, 75013 Paris.

## Werke
- Quelques lances rompues pour nos libertés. Giard et Brière, 1910, OCLC 864483092 (libertarian-labyrinth.org).
- Paroles de combat et d’espoir. éditions de l’Avenir social, 1919, OCLC 61392146.
- Trois conférences de Nelly Roussel. Marcel Giard, 1930, OCLC 222947805.
- Derniers combats : recueil d’articles et de discours (1911–1922). L’Émancipatrice, 1932, OCLC 459988678.
- Centenaire Nelly Roussel : 1878-1922, à l'avant-garde des combats actuels, féminisme, libre pensée, droit au travail… Bibliothèque Marguerite-Durand, 1978, OCLC 461654575 (abes.fr).
- L’Éternelle sacrifiée (conférence du 28 janvier 1906 à l’université populaire de Lille). Syros, 1979, OCLC 5613557.
- Féminisme. Le Libertaire, 1904 (marievictoirelouis.net).
- Par la révolte et La Faute d’Eve (= Au temps de l’anarchie, un théâtre de combat : 1880–1914). Séguier Archimbaud, 2001.